# 石垣市立白保中学校
石垣市立白保中学校（いしがきしりつ しらほちゅうがっこう）は、沖縄県石垣市（石垣島）にある市立中学校である。
校歌は、作詞が伊波南哲、作曲が糸洲長良である。

## 沿革
- 1949年（昭和24年）
  - 4月1日 - 大浜中学校の分校として白保分校を設置[3]。
  - 4月14日 - 校舎完成[3]。
  - 4月15日 - 入学式挙行[3]。
  - 12月10日 - 開校式挙行[3]。
- 1951年（昭和26年）
  - 3月25日 - 白保分校独立認可[3]。
  - 3月31日 - 白保中学校伊野田分校設置認可[3]。
  - 4月1日 - 白保中学校伊原間分校及び平久保分校設置[3]。
- 1972年（昭和47年）5月15日 - 本土復帰に伴い、石垣市立白保中学校となる[4]。
- 1977年（昭和52年）4月30日 - 体育館及び校門完成[5]。
- 1989年（平成元年）3月 - 校舎新築・改築完成[6]。

## 通学区域
字白保(1429～1794を除く)(全)

## 著名な出身者
- 新良幸人（シンガー・ソングライター）
- 大島保克（シンガー・ソングライター）
- 迎里計（シンガー・ソングライター）
- 嘉弥真新也（福岡ソフトバンクホークス投手）